# Börzönce, Zala
Börzönce  este un sat în districtul Nagykanizsa, județul Zala, Ungaria, având o populație de 59 de locuitori (2011). 

## Demografie
Componența etnică a satului Börzönce
     Maghiari (83,87%)
     Romi (16,13%)
Componența confesională a satului Börzönce
     Romano-catolici (69,49%)
     Fără religie (16,95%)
     Necunoscută (13,56%)
Conform recensământului din 2011, satul Börzönce avea 59 de locuitori. Din punct de vedere etnic, majoritatea locuitorilor (83,87%) erau maghiari, cu o minoritate de romi (16,13%).  Din punct de vedere confesional, majoritatea locuitorilor (69,49%) erau romano-catolici, cu o minoritate de persoane fără religie (16,95%). Pentru 13,56% din locuitori nu este cunoscută apartenența confesională.